# Люрси
Люрси́ (фр. Lurcy) — коммуна во Франции, находится в регионе Рона — Альпы. Департамент — Эн. Входит в состав кантона Сен-Тривье-сюр-Муаньян. Округ коммуны — Бурк-ан-Брес.
Код INSEE коммуны — 01225.

## География

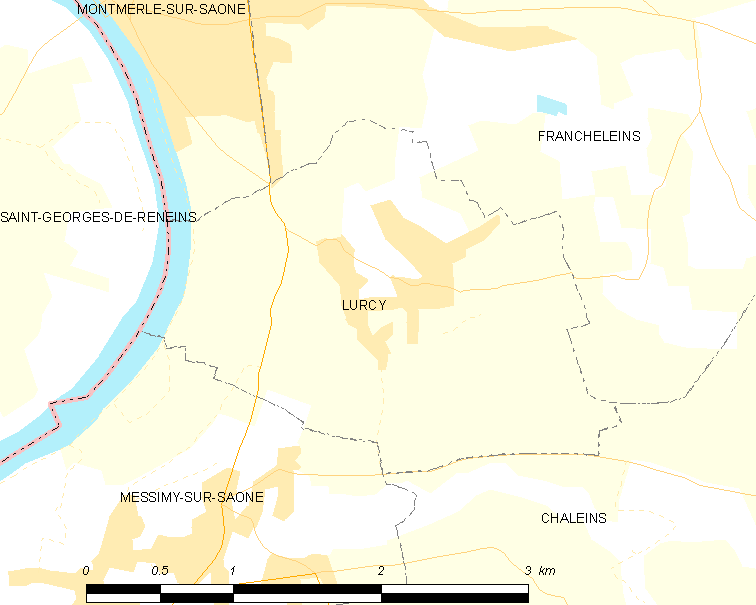
Карта коммуны

Коммуна расположена приблизительно в 360 км к юго-востоку от Парижа, в 35 км севернее Лиона, в 38 км к юго-западу от Бурк-ан-Бреса.
На западе коммуны протекает река Сона.

## Климат
Климат полуконтинентальный с холодной зимой и тёплым летом. Дожди бывают нечасто, в основном летом.

## Население
Население коммуны на 2010 год составляло 393 человека.
| 1962 | 1968 | 1975 | 1982 | 1990 | 1999 | 2010 |
| ---- | ---- | ---- | ---- | ---- | ---- | ---- |
| 225  | 194  | 182  | 197  | 199  | 256  | 393  |

## Администрация
| Период | Период | Фамилия           | Партия | Примечания |
| ------ | ------ | ----------------- | ------ | ---------- |
| 1989   | 1998   | Бернар Бозонне    |        |            |
| 1998   | 2003   | Жоан Хюбшманн     |        |            |
| 2003   | 2008   | Жан-Мишель Алакок |        |            |
| 2008   | 2020   | Натали Бизиньяно  |        |            |

## Экономика
В 2010 году среди 250 человек трудоспособного возраста (15—64 лет) 202 были экономически активными, 48 — неактивными (показатель активности — 80,8 %, в 1999 году было 69,6 %). Из 202 активных жителей работали 191 человек (106 мужчин и 85 женщин), безработных было 11 (5 мужчин и 6 женщин). Среди 48 неактивных 16 человек были учениками или студентами, 24 — пенсионерами, 8 были неактивными по другим причинам.